# Betta ferox
Betta ferox — тропічний прісноводний вид риб з родини осфронемових (Osphronemidae), підродина макроподових (Macropodusinae).
До появи наукового опису зразки цього виду ідентифікували як B. taeniata або як B. pugnax.
Свою назву отримав від латинського ferox, що означає «дикий, буйний, нестриманий, хоробрий, відважний, несамовитий», епітет, який описує поведінку «бійцівської рибки».
Betta ferox — член групи видів В. pugnax. В її складі виділяється клада B. apollon—B. ferox—B. stigmosa, для якої результати аналізу ДНК виявляють градації відмінностей послідовностей, що відповідають географічним популяціям одного виду.

## Опис
Максимальний розмір Betta ferox — 62,9 мм стандартної (без хвостового плавця) довжини, загальна довжина становить 129,0-148,1 % стандартної.
Тіло відносно високе, його висота біля початку спинного плавця становить 31,4-35,0 %, а висота хвостового стебла 19,0-22,1 % стандартної довжини. Це високі значення як для представника роду Бійцівська рибка. Голова порівняно коротка (30,0-33,6 % стандартної довжини), морда тупа.
Спинний плавець посунутий далеко назад (предорсальна довжина становить 63,5-68,0 % стандартної довжини), довжина основи спинного плавця — 11,8-13,0 % стандартної довжини. В спинному плавці 0-1 твердий і 8-9 м'яких променів, всього 9-10. Довжина основи анального плавця становить близько половини стандартної довжини (48,3-53,6 %), преанальна довжина — 45,7-51,0 % стандартної довжини, плавець має 1-2 твердих і 24-26 м'яких променів (всього 26-27). Хвостовий плавець ланцетний за формою, спинний, хвостовий та анальний загострені на кінцях. У черевних плавцях по 1 твердому та 5 м'яких променів, серед них один довгий ниткоподібний, який виростає на 23,0-38,6 % стандартної довжини. Грудні плавці округлі, мають по 12 променів, їхня довжина становить 21,1-23,8 % стандартної довжини.
29-31 бічна луска, 9½-10 рядів лусок у поперечному напрямку біля початку спинного плавця.
Самці зазвичай виростають більшими за самок, спинний та хвостовий плавці в них більше загострені на кінцях.
У самців тіло червонувато-коричневе, черево світліше. Луски на боках мають по центру зеленкувато-блакитну блискучу цятку. Зяброві кришки та горло відсвічують зеленкувато-блакитним кольором. Нижня губа чорна, коротка горизонтальна чорна смуга проходить через око, чорне маркування присутнє також у нижній частині голови. Вздовж тіла проходять 3 темні смуги: верхня від верхнього краю ока до верху основи хвостового плавця, центральна — серединою тіла, а нижня — від низу основи грудного плавця до низу основи хвостового плавця, поєднуючись із центральною смугою над задньою третиною анального плавця. Присутня чітка цятка в основі хвостового плавця.
Спинний та хвостовий плавці коричневі, на міжпроменевих мембранах вони вкриті поперечними рядами темних та блакитних цяток, що чергуються. Анальний плавець коричневий, ближче до краю має блакитну смугу, за якою йде тонка темна облямівкою. Черевні плавці коричневі біля основи й блакитні в зовнішній частині та на нитках; грудні плавці безбарвні.
Самки мають бежеве тіло, черево в них білувате. Вони майже не мають блискучих лусочок на тілі та зябрових кришках. У порівнянні з самцями, в самок на плавцях менше барв, менш чіткими є поперечні смужки на спинному та хвостовому плавцях.
B. ferox схожа зі своїми географічними сусідами B. apollon та B. stigmosa, але малюнок з темних цяток на голові в неї набагато слабший за інтенсивністю.

## Поширення
Вид поширений на дуже невеликій території в південному (півострівному) Таїланді, округ Хат'яй (Hat Yai) у провінції Сонгкхла. Був виявлений лише в місцевості Боріпат (Bori Pat), розташованій приблизно за 35 км на захід від Ратспхун (Rattsphun). Площа ареалу поширення B. ferox становить приблизно 4 км².
Риб ловили в невеличкій річці зі швидкою (0,4 м/с) течією, ґрунт складався з гравію та частково піску. Бійцівські рибки трималися біля берегів, де течія була повільнішою, зазвичай між корінням та ароїдними рослинами. Параметри води: pH 5,8-6,3, електропровідність 30-52 мкСм/см, температура 23,3–25,5 °C.

## Утримання в акваріумі
Дуже рідкісний в акваріумах вид бійцівських рибок. Був розведений у Німеччині. Інкубує ікру в роті.

## Відео
- Betta ferox, first day in tank на YouTube by Schlangenkopffische.de
- Betta Ferox на сайті Vimeo by Tessa Ray Daniel